# ماجراهای هاکلبری فین (فیلم ۱۹۹۳)
ماجراهای هاکلبری فین (انگلیسی: The Adventures of Huck Finn) فیلمی در ژانر کمدی-درام و ماجراجویی به کارگردانی استیون سامرز است که در سال ۱۹۹۳ منتشر شد.

## بازیگران
- الیجاه وود
- کورتنی بی. ونس
- جیسون روباردز
- رابی کالتران
- ران پرلمن
- آن هیچ
- جیمز گامون
- لورا بل باندی
- کورتیس آرمسترانگ
- فرانسیس کونروی
- پاکستون وایت‌هد